# Grzmiączka (Garb Tenczyński)
Grzmiączka – wzgórze o wysokości 359,6 m n.p.m. Znajduje się w Garbie Tenczyńskim pomiędzy miejscowościami Grojec i Regulice w województwie małopolskim. Na szczycie wzgórza stoi metalowy krzyż.